# 동덕여학단
동덕여학단(同德女學團)은 춘강 조동식이 설립한 동원여자의숙과 동덕여자의숙을 모체로 하여 손병희 사망 후 천도교의 자금이 끊겨 조동식 박사가 자금 출연자를 모집한 끝에 이석구가 자금을 주로 출연하여 1926년에 설립된 학교법인이다. 학교집단으로서 동덕여학단이 시작된 해는 동원여자의숙이 개교한 1908년이다. 동덕여자대학교와 동덕여중고 등을 운영한다